# Gouverneurswahl in New York 1813
Die Gouverneurswahl in New York von 1813 fand im April 1813 statt, wo der Gouverneur und der Vizegouverneur von New York gewählt wurden.

## Kandidaten
Für die Demokratisch-Republikanische Partei trat Daniel D. Tompkins zusammen mit John Tayler an. Tompkins stellte sich zu Wiederwahl auf. Für die Föderalisten trat Stephen Van Rensselaer zusammen mit George Huntington an.

## Ergebnis
| Bild   | Kandidat               | Partei                    | Stimmen | Stimmen  |
| Bild   | Kandidat               | Partei                    | Anzahl  | Prozent  |
| ------ | ---------------------- | ------------------------- | ------- | -------- |
|        | Daniel D. Tompkins     | Demokratisch-Republikaner | 43.324  | 52,17 %  |
|        | Stephen Van Rensselaer | Föderalisten              | 39.718  | 47,83 %  |
| Gesamt | Gesamt                 | Gesamt                    | 83.042  | 100,00 % |